# Plator
Plator is een geslacht van spinnen uit de  familie van de Trochanteriidae.

## Soorten
- Plator bowo Zhu et al., 2006
- Plator himalayaensis Tikader & Gajbe, 1976
- Plator indicus Simon, 1897
- Plator insolens Simon, 1880
- Plator kashmirensis Tikader & Gajbe, 1973
- Plator nipponicus (Kishida, 1914)
- Plator pandeae Tikader, 1969
- Plator pennatus Platnick, 1976
- Plator sinicus Zhu & Wang, 1963
- Plator solanensis Tikader & Gajbe, 1976
- Plator yunlong Zhu et al., 2006